# North Lewisburg
North Lewisburg és una població dels Estats Units a l'estat d'Ohio. Segons el cens del 2000 tenia 1.588 habitants.

## Demografia
Segons el cens del 2000, North Lewisburg tenia 1.588 habitants, 598 habitatges, i 429 famílies. La densitat de població era de 688,9 habitants per km².
Dels 598 habitatges en un 42,8% hi vivien nens de menys de 18 anys, en un 55,2% hi vivien parelles casades, en un 13,2% dones solteres, i en un 28,1% no eren unitats familiars. En el 24,1% dels habitatges hi vivien persones soles el 9,2% de les quals corresponia a persones de 65 anys o més que vivien soles. El nombre mitjà de persones vivint en cada habitatge era de 2,66 i el nombre mitjà de persones que vivien en cada família era de 3,15.
Per edats la població es repartia de la següent manera: un 31,2% tenia menys de 18 anys, un 10,3% entre 18 i 24, un 34,2% entre 25 i 44, un 15,9% de 45 a 60 i un 8,4% 65 anys o més.
L'edat mediana era de 30 anys. Per cada 100 dones de 18 o més anys hi havia 96,1 homes.
La renda mediana per habitatge era de 45.921 $ i la renda mediana per família de 51.083 $. Els homes tenien una renda mediana de 36.563 $ mentre que les dones 27.667 $. La renda per capita de la població era de 18.461 $. Aproximadament el 4,3% de les famílies i el 7,3% de la població estaven per davall del llindar de pobresa.

## Poblacions més properes
El següent diagrama mostra les poblacions més properes.